# Malga Lunga
La Malga Lunga è un museo sito in un rifugio montano situato nei pressi della conca del Farno, a cavallo tra la val Cavallina, la val Borlezza e la val Gandino, in provincia di Bergamo.
Reso celebre dagli eventi bellici avvenuti durante la seconda guerra mondiale, è ora adibito a museo della Resistenza.

## Come raggiungerla
La Malga Lunga si trova ad un'altezza di 1.235 m s.l.m., tra Gandino e Sovere, ed è raggiungibile tramite la strada provinciale che da Bergamo porta in Val Seriana: dopo aver imboccato lo svincolo per la val Gandino proseguire per Gandino e, prima dell'abitato svoltare a destra seguendo le indicazioni per Peia. Al rondò successivo seguire le indicazioni per la località Valpiana.
La strada è da poco tempo completamente asfaltata e permette di raggiungere agevolmente la Malga Lunga anche a persone che non sono in grado di sopportare lunghe camminate.
Chi invece volesse compiere una gradevole escursione può lasciare l'automobile in località Val Piana, da cui si può raggiungere la Malga Lunga in circa 35/40 minuti e si può godere dell'ottimo paesaggio circostante.
La Malga Lunga è inoltre raggiungibile dagli altri versanti della montagna, ma soltanto tramite sentieri: da Sovere, si può partire dal santuario del paese e seguire il sentiero valle del monte, in un itinerario di circa 1,5-2 ore di cammino non sempre agevole; da Ranzanico, seguendo le indicazioni visibili poco fuori dal centro abitato, si può giungere a destinazione su un tracciato molto agevole (in parte carrozzabile) che permette panorami mozzafiato prima sull'intera Val Cavallina e poi sul Lago d'Iseo ed i monti della Val Camonica.  Si passa tra i verdi prati spesso adibiti a pascolo e le piccole cascine poste sulle pendici del monte Sparavera, per poi inoltrarsi in una pineta, al termine della quale si intravede la sagoma della Malga lunga.

## Storia

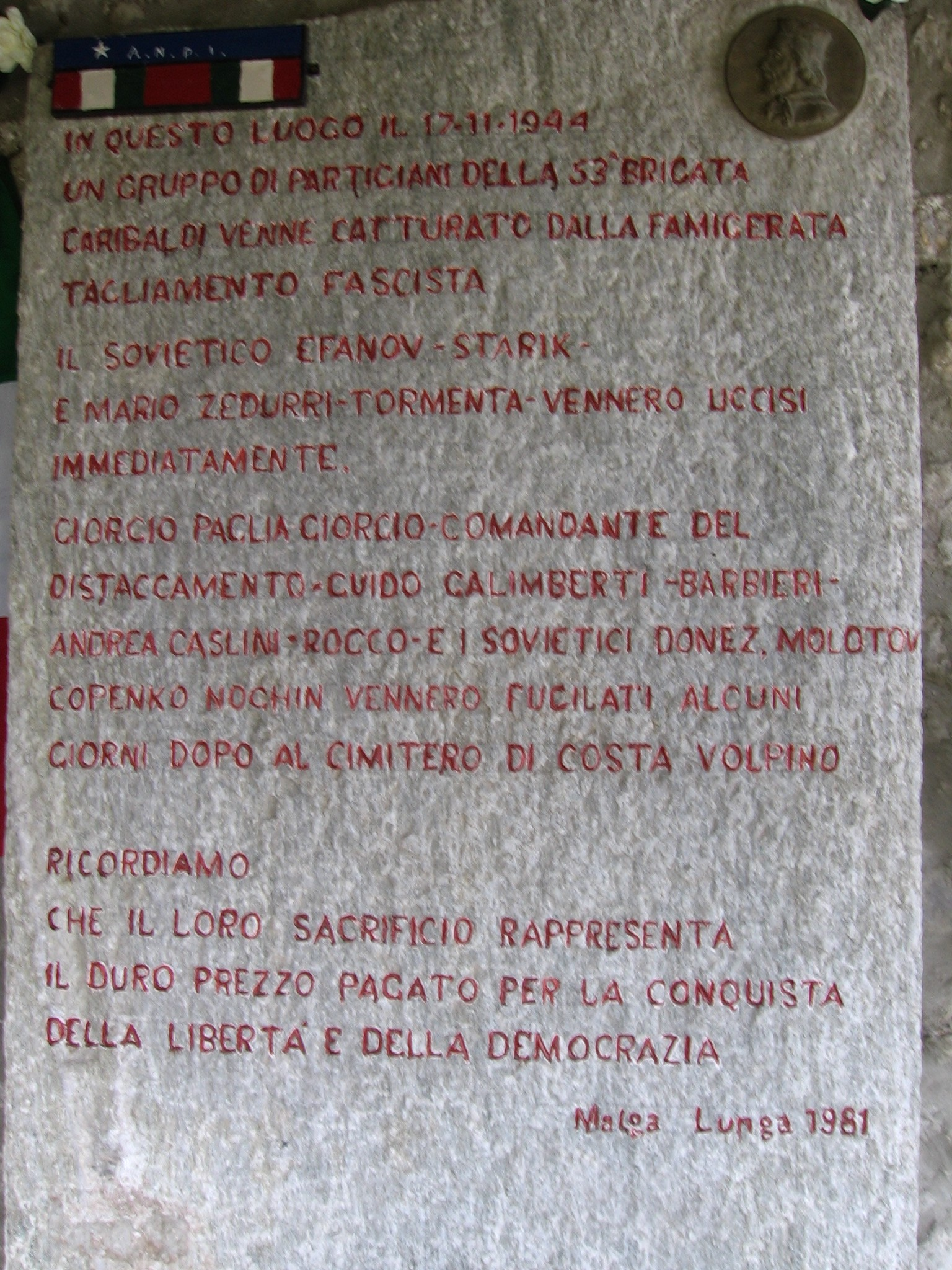
Targa commemorativa

Il fatto che questa località godesse di una visuale invidiabile sulle vallate circostanti, garantendo allo stesso tempo un'ottima protezione, ne fece una roccaforte partigiana nel corso della seconda guerra mondiale.
Fu la 53ª brigata Garibaldi 13 Martiri di Lovere (in onore dei tredici partigiani Francesco Bezzi, Giulio Buffoli, Salvatore Conti, Andrea Guizzetti, Eraldo Locardi, Vittorio Lorenzini, Giacinto Macario, Giovanni Moioli, Luca Nikitsch, Ivan Piana, Giuseppe Ravelli, Mario Tognetti e Giovanni Vender, fucilati il 22 dicembre 1943 alla località Poltragno di Castro e a Lovere, per aver compiuto la missione in cui vennero uccisi il Notaio Paolo Rosa, Podestà di Lovere e Giuseppe Cortesi, Segretario Politico del Partito Fascista Repubblicano e Commissario Prefettizio di Lovere, evento noto come episodio di Poltragno), guidata da Giovanni Brasi, a prendere il possesso della zona e ad ingaggiare furiosi combattimenti contro i reparti tedeschi e della Legione Tagliamento, forze della repubblica di Salò.
Lo scontro alla Malga Lunga ebbe luogo il 17 novembre 1944 e il combattimento, seguito al rastrellamento messo in atto da un plotone della Legione Tagliamento di stanza a Sovere, provocò ingenti danni alle attrezzature ed alle postazioni di entrambi i contendenti. Ma furono i repubblichini ad avere la meglio, complice un'imboscata non segnalata dalla sentinella partigiana e la loro superiorità numerica.
Durante il combattimento, una bomba a mano gettata all'interno della Malga Lunga provocò il ferimento dei partigiani Mario Zeduri (nome di battaglia "Tormenta") e del russo Ilarion Efanov ("Starik").
Il tenente della 53ª brigata Garibaldi, Giorgio Paglia, accortosi di avere terminato le munizioni, accettò la resa a patto che questi venissero curati adeguatamente.
Ma la parola data dai nazi-fascisti non fu rispettata, ed i feriti vennero uccisi a colpi di pugnale e l'intera squadra guidata da Giorgio Paglia fu deportata in una località tra Costa Volpino e Lovere.
Durante il trasporto a valle, ci fu un tentativo di liberazione dei prigionieri, operato dal comandante Giovanni Brasi (“Montagna”), che, nonostante il coraggio di Montagna, non sortì gli effetti desiderati.
Giorgio Paglia (nome di battaglia “tenente Giorgio”), Guido Galimberti ("Barbieri"), Andrea Caslini ("Rocco"), i russi Semion Kopcenko ("Simone") e Alexsander Nogin ("Molotov") furono tutti condannati a morte dopo un processo sommario.
A Giorgio Paglia venne concessa la grazia, a causa del fatto che suo padre Guido era stato un eroe della Guerra d'Etiopia nel 1934. Ma lui, dopo essersi visto respingere per l'ultima volta la richiesta di liberazione di tutti i suoi compagni, rifiutò la grazia adducendo la frase «O tutti o nessuno!», e chiese di essere fucilato per primo.
Era il 21 novembre 1944, e tutti i partigiani vennero fucilati a Costa Volpino.
Due giorni dopo, poco lontano, a Lovere, i fratelli Renato e Florindo Pellegrini (conosciuti con gli pseudonimi “Falce” e “Martello”) catturati quattro giorni prima nel rastrellamento di Covale, vennero anch'essi fucilati.
La Malga Lunga venne ristrutturata ad opera dagli ex partigiani in onore dei compagni caduti, diventando una sorta di santuario della resistenza in provincia di Bergamo e fu dedicata alla 53ª brigata Garibaldi “13 Martiri di Lovere”.

## L'esposizione

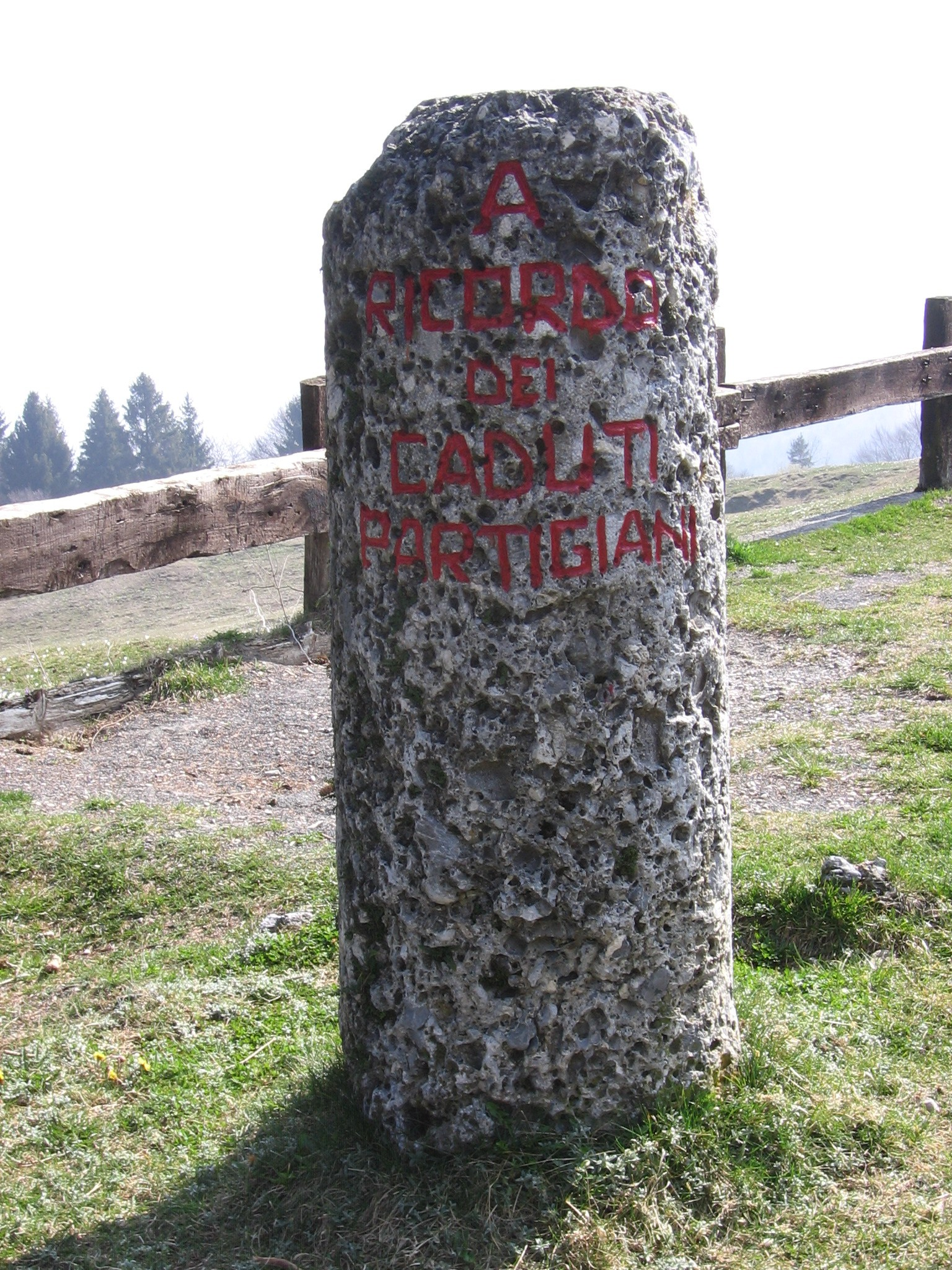
cippo commemorativo

All'esterno si possono vedere lapidi dei partigiani caduti, cippi e monumenti commemorativi.
All'interno dell'edificio si trova un'esposizione semplice ma significativa, con materiale riguardante le persone che qui combatterono e caddero per la libertà.
Si parte dalla raccolta di foto dei combattenti e di momenti della guerra partigiana, con l'elenco delle azioni militari.
Vi sono anche manifesti di propaganda anti-fascista e la bandiera della 53ª brigata Garibaldi “13 martiri di Lovere”.
Molto toccanti sono inoltre le lettere scritte dai combattenti alle loro famiglie prima della fucilazione.

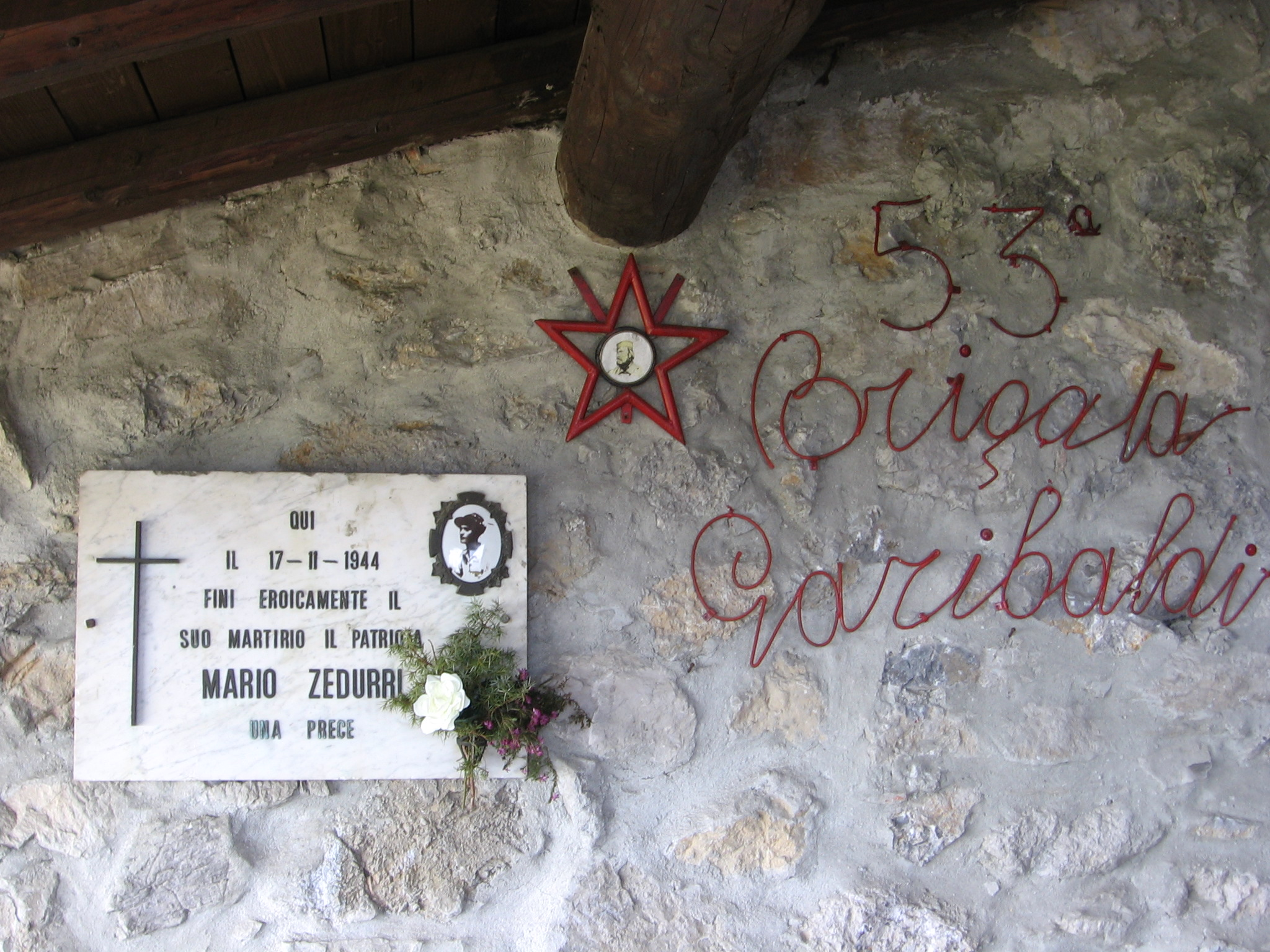
lapide per il partigiano Zedurri

## Iniziative e commemorazione
Ogni anno, nel mese di maggio, si tiene una camminata non competitiva, che parte dal paese di Scanzorosciate e, attraverso i colli e le montagne circostanti, dopo circa 35 km arriva alla Malga Lunga. Questa iniziativa, aperta a tutti, viene organizzata a scopo commemorativo dalla locale sezione dell'A.N.P.I., coadiuvata da altri enti. Il nome della manifestazione è “Sentiero Caslini”, in onore del partigiano caduto nelle sopraccitate vicende.
Inoltre, il 25 aprile, data simbolo della Liberazione, si svolgono raduni di gruppi e di persone al fine di ricordare ciò che qui accadde.

## Nella letteratura
Su questo luogo è stata scritta, per mano di Arturo Moretti ("Renzo"), una canzone che ricorda i tragici eventi del novembre 1944:
una giornata di cupo grigiore,
che ai partigiani sarà sempre nel cuore per la sciagura che tutti li colpì.
O Malga lunga tu sei il sacrario, tappa fatale del nostro cammino,
 rudere nero segnato dal destino dolore e gloria della Cinquantatré.
Tenente Giorgio, compagno Barbieri, Rocco e Tormenta, di voi siamo fieri, e gli altri cinque, seppure stranieri, tutti caduti sono per la libertà.
Il giorno dopo due altri compagni, Falce e Martello furon catturati, ed anche loro poi furon fucilati,
Falce e Martello, voi siete il nostro onor.
O nostri morti sarete vendicati, per voi daremo anche la vita,
la vostra fede il cammino ci addita, questo è l'impegno del garibaldin!»